# MÁV-HÉV Helyiérdekű Vasút Zrt.
A MÁV-HÉV Helyiérdekű Vasút Zártkörűen Működő Részvénytársaság (röviden MÁV-HÉV Zrt.) a MÁV Magyar Államvasutak Zrt. vasúti személyszállítással foglalkozó leányvállalata volt. A cég (korábbi nevén: BHÉV Zrt.) 2016. november 1-jétől üzemeltette a budapesti helyiérdekű vasút vonalait. Vállalati átalakulási folyamatot követően kapta végleges nevét, és hivatalosan 2017. február 23-tól lett a MÁV-csoport teljesjogú leányvállalata.  Jogutódja 2025. január 1-jétől a MÁV Személyszállítási Zrt. A cég motorvonatai a továbbiakban a MÁV-csoport MÁV - HÉV márkanevét viselve közlekednek.

## Története
A BKV 1968-as megalakulásától kezdve üzemeltette a HÉV-vonalakat. A Fővárosi Közgyűlés 2016 augusztusában döntött arról, hogy a HÉV-ágazat kiválik a BKV Zrt.-ből, és 2016. november 7. napján létrejött a BHÉV Zrt. A vállalat 2016. október végén az ágazat történetét bemutató kiállítással búcsúzott a Földalatti Vasúti Múzeumban. A vagyonmegosztás során az új céghez kerültek a HÉV üzemeltetéséhez kapcsolódó vagyontárgyak. A társaság tulajdonjogát a főváros ezt követően átadta az államnak, és a cég a MÁV-csoport részévé vált. A cég neve 2017. február 23. napján MÁV-HÉV Zrt.-re változott. Az elővárosi vasúti szolgáltatások megrendelését a Magyar Állam képviseletében az Építési és Közlekedési Minisztérium látja el.
| Időszak                                   | Vezérigazgató   | Vállalat neve                                     |
| ----------------------------------------- | --------------- | ------------------------------------------------- |
| 2016. november 7. – 2017. január 30.      | Feldmann Márton | BHÉV Zrt.                                         |
| 2017. február 1. – 2018. szeptember 14.   | Pál László      | BHÉV Zrt., majd 2017. február 23-tól MÁV-HÉV Zrt. |
| 2018. szeptember 15. – 2021. november 30. | Keresztes Péter | MÁV-HÉV Zrt.                                      |
| 2021. december 1. – 2024. október 10.     | Nagy Gábor      | MÁV-HÉV Zrt.                                      |
| 2024. október 11. – 2024. december 31.    | Pál László      | MÁV-HÉV Zrt.                                      |

## Szolgáltatás
Budapest 15 elővárosi vasútvonalán zajlik Magyarország személyszállítási forgalmának döntő többsége, melyek közül utasforgalom szempontjából az első három helyen a HÉV-vonalak állnak. A vállalat és jogelődjei több, mint 130 éve szolgálják ki Budapest és agglomerációja utazóközönségét öt vonalon (H5 – Szentendre, H6 – Ráckeve, H7 – Csepel, H8 – Gödöllő, H9 – Csömör), közel 100 kilométeres vonalhálózaton.
A HÉV üzemeltetője mint vasútvállalat, kategóriája szerint helyiérdekű elővárosi gyorsvasút: a közúti közlekedési szabályok (KRESZ) nem érvényesek rá, a vasútinál enyhébb, ugyanakkor ahhoz hasonló szabályrendszere van, szállítóképessége a metróénál kisebb, a villamosnál lényegesen nagyobb (10 000–15 000 fő/óra/irány).
A HÉV-eken csúcsidőszakban a követési idő igen sűrű (akár 5 percnél kevesebb is lehet), tanítási munkanapokon 892 vonat közlekedik, a napi utasszám 200 ezer fő körüli. A zöld vonatok évente 70-80 millió utast szállítanak.
|                                  | H5   | H6   | H7   | H8-H9    | Összesen |
| -------------------------------- | ---- | ---- | ---- | -------- | -------- |
| Vonalhossz [km]                  | 20,9 | 40,1 | 6,7  | 25,6+4,3 | 97,6     |
| Állomás és megállóhely szám [db] | 17   | 26   | 6    | 24       | 73       |
| Átlagos megállótávolság [km]     | 1,31 | 1,60 | 1,34 | 1,36     | 1,41     |
| Legnagyobb megállótávolság [km]  | 3,2  | 3,9  | 2,8  | 4,8      | –        |
| Legkisebb megállótávolság [km]   | 0,5  | 0,6  | 0,5  | 0,5      | –        |
| Csúcsidei menettartam [perc]     | 40   | 74   | 14   | 48/23    | –        |
| Napközi menettartam [perc]       | 39   | 73   | 14   | 48/23    | –        |

|                                         | H5   | H6   | H7   | H8-H9 |
| --------------------------------------- | ---- | ---- | ---- | ----- |
| Vontatási feszültség [V]                | 1100 | 1100 | 1100 | 1100  |
| Engedélyezett maximális sebesség [km/h] | 60   | 60   | 60   | 60    |
| Vasúti pálya felépítménye [kg/fm]       | 48,5 | 48,5 | 48,5 | 48,5  |
| Legkisebb vonali ívsugár [m]            | 200  | 210  | 125  | 100   |
| Legnagyobb emelkedő [‰]                 | 26,5 | 22   | 15   | 35    |
| Nyomtávolság [mm]                       | 1435 | 1435 | 1435 | 1435  |

A MÁV-HÉV Zrt. önállóan látta el az üzemeltetési, forgalmi, forgalomirányítási, jármű- és pályafenntartási feladatokat, azaz integrált vasútvállalat volt, és a jogutódlást követően is megmaradt ez a működési struktúra. A néhai társaság személyszállító járműállománya 98 darab villamos motorvonatból áll, ezek három típuscsaládból tevődnek össze: az MIXA, az MX és az MXA motorvonatok. Öt járműtelepen (Szentendre, Cinkota, Csepel, Dunaharaszti, Ráckeve) láttak el járműfenntartási tevékenységet (karbantartás, javítás, felújítás), a műhelyi beavatkozásokat Szentendrén, Cinkotán és Dunaharasztiban végezték. 
A HÉV menetrendszerűsége 99% feletti, a járműkiadás a koros járműpark ellenére közel 100%-os. Az elmúlt évek adatai alapján a menetrendszerűségi mutató az alábbiak szerint alakul:
| Év   | H5     | H6     | H7     | H8-H9  | Összesen |
| ---- | ------ | ------ | ------ | ------ | -------- |
| 2020 | 99,84% | 99,72% | 99,97% | 99,67% | 99,82%   |
| 2019 | 99,87% | 99,76% | 99,96% | 99,62% | 99,81%   |
| 2018 | 99,72% | 99,48% | 99,89% | 99,73% | 99,74%   |
| 2017 | 99,72% | 99,48% | 99,89% | 99,73% | 99,74%   |

|                           | H5     | H6     | H7     | H8-H9  | Összesen |
| ------------------------- | ------ | ------ | ------ | ------ | -------- |
| Tervezett menetek száma   | 90 958 | 42 899 | 89 355 | 74 025 | 297 237  |
| Közlekedett menetek száma | 88 977 | 40 854 | 88 580 | 72 202 | 290 613  |
| Kimaradt menetek száma    | 1 981  | 2 045  | 775    | 1 823  | 6 624    |
| Menetteljesítési arány    | 97,77% | 94,99% | 99,13% | 97,48% | 97,72%   |
| Késett menetek száma      | 144    | 114    | 26     | 237    | 521      |
| Menetrendszerűség         | 99,84% | 99,72% | 99,97% | 99,67% | 99,82%   |

A mutatószámok alapján a MÁV-HÉV Zrt. Európa egyik legpontosabb vasútvállalata volt.

## Járművek
A MÁV-HÉV Zrt. járműparkja főleg villamos motorvonatokból állt, de a figyelmes utas találkozhat néhány dízel járművel is, a HÉV nosztalgia flottája pedig igen különleges, egyedi darabokkal büszkélkedhet. A forgalomban lévő járműállomány viszont szintén nagyon elöregedett, átlagéletkora 44 év.
|                                                    | MIXA + PXXVA                       | MIXA + PXXVA                       | MX + PXXVII                        | MX + PXXVII                        | MXA + PXXVIIIA                     | MXA + PXXVIIIA                     | MXAK + PXXVIIIAK                   | MXAK + PXXVIIIAK          |
| -------------------------------------------------- | ---------------------------------- | ---------------------------------- | ---------------------------------- | ---------------------------------- | ---------------------------------- | ---------------------------------- | ---------------------------------- | ------------------------- |
|                                                    |                                    |                                    |                                    |                                    |                                    |                                    |                                    |                           |
| A motorvonat elrendezése                           | motorkocsi + pótkocsi + motorkocsi | motorkocsi + pótkocsi + motorkocsi | motorkocsi + pótkocsi + motorkocsi | motorkocsi + pótkocsi + motorkocsi | motorkocsi + pótkocsi + motorkocsi | motorkocsi + pótkocsi + motorkocsi | motorkocsi + pótkocsi + motorkocsi |                           |
| Gyártás helye                                      | Budafok, Dunakeszi                 | Budafok, Dunakeszi                 | Hennigsdorf (NDK)                  | Hennigsdorf (NDK)                  | Hennigsdorf                        | Hennigsdorf                        | Budapest (felújított MXA)          | Budapest (felújított MXA) |
| Kocsiszám mennyiség (motor+pót db)                 | 14+7                               | 14+7                               | 32+16                              | 32+16                              | 148+74                             | 148+74                             | 2+1                                | 2+1                       |
| Jellemző vonal, amelyen közlekedik                 | H7                                 | H7                                 | H6                                 | H6                                 | minden HÉV-vonal                   | minden HÉV-vonal                   | H5                                 | H5                        |
| Megengedett maximális sebesség [km/h]              | 70                                 | 70                                 | 80                                 | 80                                 | 70                                 | 70                                 | 70                                 | 70                        |
| Maximális gyorsítás [m/s2]                         | 0,6                                | 0,6                                | 0,62                               | 0,62                               | 0,62                               | 0,62                               | 0,62                               | 0,62                      |
| Maximális lassítás (villamos ellenállásfék) [m/s2] | 1,4                                | 1,4                                | 1,3                                | 1,3                                | 1,3                                | 1,3                                | 1,3                                | 1,3                       |
| Legkisebb járható ívsugár [m]                      | 60                                 | 60                                 | 60                                 | 60                                 | 60                                 | 60                                 | 60                                 | 60                        |
| A szerelvény teljes hossza [mm]                    | 54 008                             | 54 008                             | 53 430                             | 53 430                             | 53 430                             | 53 430                             | 53 430                             | 53 430                    |
|                                                    | motorkocsi                         | pótkocsi                           | motorkocsi                         | pótkocsi                           | motorkocsi                         | pótkocsi                           | motorkocsi                         | pótkocsi                  |
| Kocsiszekrény hossza [mm]                          | 17 537                             | 17 274                             | 17 810                             | 17 810                             | 17 810                             | 17 810                             | 17 810                             | 17 810                    |
| Kocsiszekrény legnagyobb szélessége [mm]           | 2880                               | 2880                               | 2880                               | 2880                               | 2880                               | 2880                               | 2880                               | 2880                      |
| Maximális padlómagasság [mm]                       | 770                                | 770                                | 825                                | 825                                | 825                                | 825                                | 825                                | 825                       |
| Ülőhelyek száma                                    | 51                                 | 54                                 | 56                                 | 60                                 | 47                                 | 52                                 | 57                                 | 62                        |
| Állóhelyek száma                                   | 97                                 | 94                                 | 87                                 | 95                                 | 80                                 | 90                                 | 85                                 | 93                        |
| Összes férőhely [szerelvény]                       | 444                                | 444                                | 439                                | 439                                | 441                                | 441                                | 396                                | 396                       |
| A szerelvény tömege [t]                            | 99,5                               | 99,5                               | 94                                 | 94                                 | 91                                 | 91                                 | 91                                 | 91                        |
| Szerelvény darabszáma                              | 7                                  | 7                                  | 16                                 | 16                                 | 74                                 | 74                                 | 1                                  | 1                         |
| Gyártás éve                                        | 1963–1966                          | 1963–1966                          | 1971                               | 1971                               | 1975–1983                          | 1975–1983                          | 1983                               | 1983                      |

Egy háromkocsis motorvonat (kisegység) csúcsidőben egy másikkal csatolva együtt közlekedik (nagyegység). A motor és pótkocsik összesen 98 kisegységet; vagy 48 nagyegységet tesznek ki (az MIX/A motorvonat csak azonos sorozatú motorvonattal csatolható).

## A HÉV jövője, fejlesztések
A HÉV-ágazat megújítása a Balázs Mór Terv céljait, azaz:
- az élhető városi környezet kialakítását;
- a biztonságos, a kiszámítható és integrált közösségi közlekedés kialakítását;
- a térségi kapcsolatok javítását

figyelembe véve történik.
A közösségi közlekedésnek vonzó alternatívának kell lennie az egyéni közlekedéssel szemben. Ennek eszközei:
- Javuló kapcsolatok, amelyeket:
  - meglevő megállóhelyek áthelyezésével, újak létesítésével, a felesleges megállóhelyek megszüntetésével jó átszállási kapcsolatok (intermodális csomópontok, optimalizált módváltópontok, P+R parkolók) létesítésével;
  - a városi gyorsvasúti és vasúti elővárosi hálózat kiegészítésével elsősorban a Belváros jobb elérése érdekében hálózatfejlesztéssel;
  - komplex pályarekonstrukcióval, beleértve az áramellátás, hírközlés elemeinek korszerűsítését és a biztosítóberendezések teljes körű kiépítését is;

- a jelenlegi, 43 évet meghaladó átlagéletkorú vonatok helyett, XXI. századi követelményeknek megfelelő utaskomfortú járművek beszerzésével;
- jobb szolgáltatásokkal (rövidebb menetidő a biztonsági szint fokozásával), utastájékoztatás valós idejű információ nyújtásával, ösztönző tarifarendszerrel és tarifaközösséggel;
- a szolgáltatók között intézményesített együttműködés kiszélesítésével, az idejét múlt jogszabályi rendelkezések megvalósításával kell elérni.

A HÉV fejlesztésének jogszabályi alapját „a budapesti elővárosi gyorsvasúti vonalak (HÉV) egységes rendszerben történő fejlesztéséről” szóló 1565/2018 (XI.10) Korm. határozat teremti meg. A Határozat főbb pontjai az alábbiak:

„A Kormány egyetért a HÉV-vonalak infrastrukturális felújításának szükségességével, az alábbiak szerint:
- a 2018 márciusában elkészült „H6-os ráckevei és a H7-es csepeli HÉV fővárosi kötöttpályás hálózatba való integrálásának előkészítése” című Megvalósíthatósági Tanulmány alapján, az elővárosi gyorsvasúti integrációjával megvalósuló észak-déli közlekedési tengely (Ráckeve/Csepel/Kunszentmiklós-Tass – Kálvin tér – Belváros – Kaszásdűlő –Szentendre/Esztergom) létrehozásával.
- Első ütemben, a 2021-2027 közötti európai uniós programozási időszakban, a H6 (Ráckeve) és a H7 (Csepel) vonalak átfogó fejlesztésével a vonalak Kálvin térig való meghosszabbításával, a H5 (Szentendre) vonal Békásmegyer-Szentendre közötti szakaszának teljes átépítésével, a Batthyány tér-Békásmegyer szakasz állomásainak, utasforgalmi létesítményeinek és utastájékoztatási rendszerének korszerűsítésével.
- Előírja a Kálvin tér – Kaszásdűlő vonalszakaszra Részletes Megvalósíthatósági Tanulmány készítését, amely kiegészül a Békásmegyerig tartó vonalszakasz pályakapacitás-növeléséhez szükséges feltételek (különszintű csomópontok, esetleges felszín alatti vonalvezetés) meghatározásával.

Egyetért továbbá a H8 Budapest–Gödöllő és a H9 Budapest–Csömör vonalak elővárosi gyorsvasúti célú, a városfejlesztéssel is összhangban megvalósítandó átfogó fejlesztésével, azzal, hogy
a)     a vonalak elővárosi gyorsvasúti üzemmódú fejlesztése kerüljön előkészítésre,
b)     a vonalak infrastruktúrája kerüljön átalakításra a fejlődő és növekvő lakosságszámú fővárosi és agglomerációs épített környezethez illeszkedően, a területi elvágó hatást jelentősen mérséklendő, az érintett közterületek nagyvárosi minőségű fejlesztését szem előtt tartva,
c)     vasútforgalmi, településfejlesztési és településszerkezeti szempontból a vonalakon kialakított megállóhelystruktúra felülvizsgálata történjen meg,
d)     a vonalcsoport az Örs vezér terén bekötésre kerüljön az M2 metróvonal meglévő nyomvonalába, és létesüljön új átszállókapcsolata Törökőrnél a 100a vasútvonallal és Rákosfalvánál a körvasúttal,
e)     kerüljön előkészítésre a Budapest XVII. kerületi, rákoskeresztúri szárnyvonal,
f)      kezdődjön meg a H8 Cinkota–Gödöllő, valamint a H9 Cinkota–Csömör vonalszakaszok felújításának tervezése úgy, hogy az M2 metróvonal–H8/H9 vonal összekötése, illetve annak megvalósulásáig az eltérő műszaki kötöttségű gyorsvasúti üzem fenntartása is biztosított legyen.”

A kormányhatározat rendelkezik a H5, H6, H7 vonalakra új járművek beszerzésének előkészítéséről, feltételes közbeszerzési eljárás lefolytatásáról. A beérkezett ajánlatok ismeretében a szükséges forrás biztosításáról újabb kormányhatározat dönt. A MÁV-HÉV Zrt., a beszerzendő járműveinek műszaki specifikációját elkészítette. 
A H5-H6-H7 vonalak fejlesztésének előkészítésére, melynek határideje 2023. december 31., a kormány a KKBK (BFK NZrt.) – MÁV-HÉV Zrt. konzorciuma számára IKOP forrásból 13,7 Mrd Ft-ot biztosít. A kormányhatározatban nevesített projekt tervezési feladatainak uniós, nyílt közbeszerzési dokumentációját a konzorcium összeállította, az ajánlati felhívás 2020. február 24-én az Unió hivatalos lapjának elektronikus felületén megjelent. Jelenleg (2020. április) a beérkezett pályázatok értékelése zajlik.
Az M2 metróvonal és a gödöllői HÉV vonal összekötésére, a vonali infrastruktúra kiépítésére és alkalmas járművek beszerzésére a Budapesti Közlekedési Központ beruházása keretében kerül sor. Az engedélyezési tervdokumentációt a Főmterv Mérnöki Tervező Zrt. a Hatóság részére benyújtotta, azonban a Fővárosi Közfejlesztések Tanácsa 2020. február 27-i ülésén elhalasztotta a projekt megvalósítását. Emiatt a Tervező a Hatóságtól az engedélyezési eljárás szüneteltetését kérte.